# HD 203886
HD 203886，又名BD+23 4305，SAO 89682、HR 8197，是一颗恒星，视星等为6.32，位于銀經74.16，銀緯-18.17，其B1900.0坐标为赤經21h 19m 53.8s，赤緯+24° -18.17′ 56″。